# Програмування
Програмування — процес проєктування, написання, тестування, зневадження і підтримки комп'ютерних програм. Програмування поєднує в собі елементи інженерії (існує відповідна спеціальна галузь інженерії — програмна інженерія, англ. software engineering), фундаментальних наук (перш за все комп'ютерних наук і математики) і мистецтва.
У вужчому значенні програмування розглядається як "кодування" — реалізація у вигляді програми одного чи кількох взаємопов'язаних алгоритмів (у сучасних умовах це здійснюється з застосуванням мов програмування). У ширшому розумінні процес програмування охоплює і створення, тобто розроблення, алгоритмів, і аналіз потреб майбутніх користувачів програмного забезпечення. Результатом програмування зазвичай є програма або програмний продукт.
Технологія програмування постійно розвивається, що призводить до появи нових мов програмування, інструментів розроблення і сфер застосування. Також підвищується потужність готових компонентів, доступних для використання програмістами. Тому важливою ознакою програмування є регулярне опанування нових технологій.
У широкому значенні програмування означає зазначення послідовності майбутніх дій з урахуванням різних ситуацій або складання алгоритмів та навчання людей або пристроїв діяти за алгоритмами.

## Сучасне програмування

### Критерії якості
Яким би не був підхід до створення програмного забезпечення, кінцева програма має задовольняти деяким вимогам. Найчастіше зустрічаються[джерело не вказане 4677 днів]:
- Ефективність/Продуктивність: кількість ресурсів системи, що споживає програма (час процесора, розмір пам'яті, зовнішня пам'ять, ширина каналу мережі, і навіть взаємодії з користувачем). Чим менше ресурсів споживається, тим краще;
- Надійність: ймовірність того, що результат роботи програми правильний. Це залежить від коректності алгоритмів та правильності кодування;
- Стійкість: як програма розв'язує проблеми в нестандартних ситуаціях, як-от неправильні дані, недоступність необхідних ресурсів, таких як пам'ять чи локальна мережа, та неправильні дії користувача;
- Зручність: ергономічність програми. Легкість, з якою особа може використовувати програму для своїх цілей;
- Платформонезалежність: діапазон апаратного забезпечення та операційних систем на яких можна компілювати чи інтерпретувати код програми, виконуючи її. Це залежить від відмінностей в програмних ресурсах наданих різними платформами, включаючи ресурси, наявність компіляторів та бібліотек для мови програмування;
- Масштабованість: Простота подальшого супроводження програми, тобто внесення в неї додаткових вдосконалень, що збільшують функціональність чи виправляють помилки. Цей критерій не стосується користувача безпосередньо, але впливає на час, протягом якого програма буде використовуватись.
- Естетичність: Вигляд програми на екрані з погляду підбору кольорів, форм, розмірів графічних елементів і контролів, гармонійності їх взаємного розташування, якість малюнків, вибір шрифтів тексту, а також доречність звукових сигналів і мелодій, рухів вібродвигуна.
- Етичність: Ступінь спрямованості на задоволення справжніх потреб людей, реалізацію кращих і законних бажань користувачів і розробників.

### Рівні програмування
Успішне програмування передбачає виконання необхідних дій на таких рівнях[джерело?]:
- Економічний (бізнес-логіка): Формування вимог до програмного продукту з урахуванням привабливості для користувачів, прибутковості для розробника і наявних можливостей розробника. Побудова загального уявлення про функціональність, спрямованість і призначення програмного продукту;
- Структурний (архітектура): Створення переліку і взаємозв'язків потрібних модулів, графічних і звукових елементів, алгоритмів, баз даних, файлів, вибір мови програмування. Результатом цього кроку є повне, детальне й однозначне уявлення про функціонування майбутнього програмного продукту, включно з усіма графічними елементами, подіями і їх обробниками, станами й режимами роботи програми, сценаріями використання ("use cases") і протоколами обміну, а також послідовність дій програміста, яка призводить до реалізації задуманого продукту;
- Детальний/Фізичний (кодування): Реалізація окремих функцій з використанням конструкцій, операторів і бібліотек мови програмування, формування образів екранів в графічних дизайнерах, друкування тексту програми на клавіатурі.

Для кожного програмного проєкту наведену послідовність дій можна виконувати декілька разів, що призводить до «ітеративного покращення» програмного продукту.

### Суперкомпіляція
Суперкомпіляція — метод аналізу й перетворення програм на основі наступних дій:
- Робиться спроба «виконати» програму не для конкретних вхідних даних, а «символічно» у «загальному» вигляді, тобто для довільних вхідних даних. Для цього будується «дерево процесів».
- Якщо початкова програма містить цикли та/або рекурсію, то дерево процесів є нескінченним. У цьому випадку робиться спроба згорнути нескінченне дерево у скінченний «граф конфігурацій». Для цього конфігурації порівнюються між собою.
- Побудований скінченний граф конфігурацій перетворюється в «залишкову» програму.

Спеціалізація програм. Нехай {\displaystyle \Pi } — програма, {\displaystyle C} — обмеження на умови експлуатації {\displaystyle \Pi }. Тоді на вхід спеціалізатора подається {\displaystyle (\Pi ,C)}, а задача спеціалізатора — породити залишкову програму {\displaystyle \Pi ',} яка повинна задовільняти наступним умовам
- {\displaystyle \Pi '\sim \Pi } за умов {\displaystyle C};
- {\displaystyle \Pi '} отримується з {\displaystyle \Pi } шляхом вилучення непотрібних фрагментів в результаті накладання умов {\displaystyle C}.

## Мова програмування
Це система позначень яку використовує програміст для опису програми.

## Теорія програмування
Пов'язана з вивченням програмування в загальному контексті інформатики як наукової дисципліни.

### Спортивне (олімпіадне) програмування
- Google Code Jam
- TopCoder
- Facebook Hacker Cup
- Міжнародна олімпіада з інформатики